# چونگ یونگ-هوان
چونگ یونگ-هوان (انگلیسی: Chung Yeong-hwan؛ زادهٔ ۷ دسامبر ۱۹۳۸) بازیکن فوتبال اهل کره جنوبی بود.